# Уаихеке
Уаихеке (англ. Waiheke Island) — остров в Новой Зеландии. Административно входит в состав региона Окленд.

## География

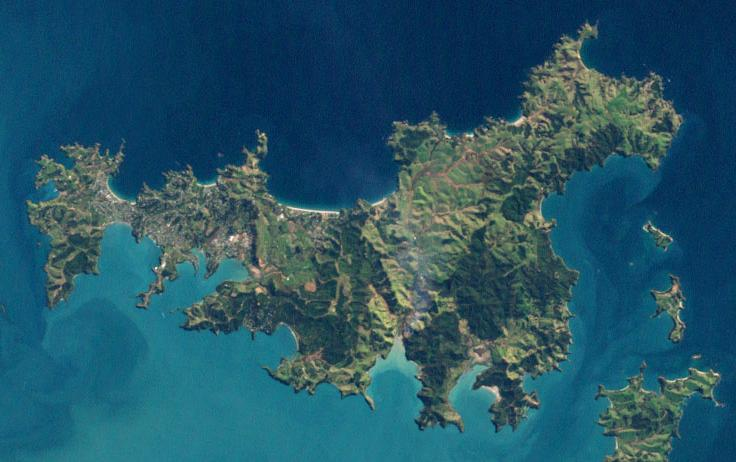
Космический снимок острова.

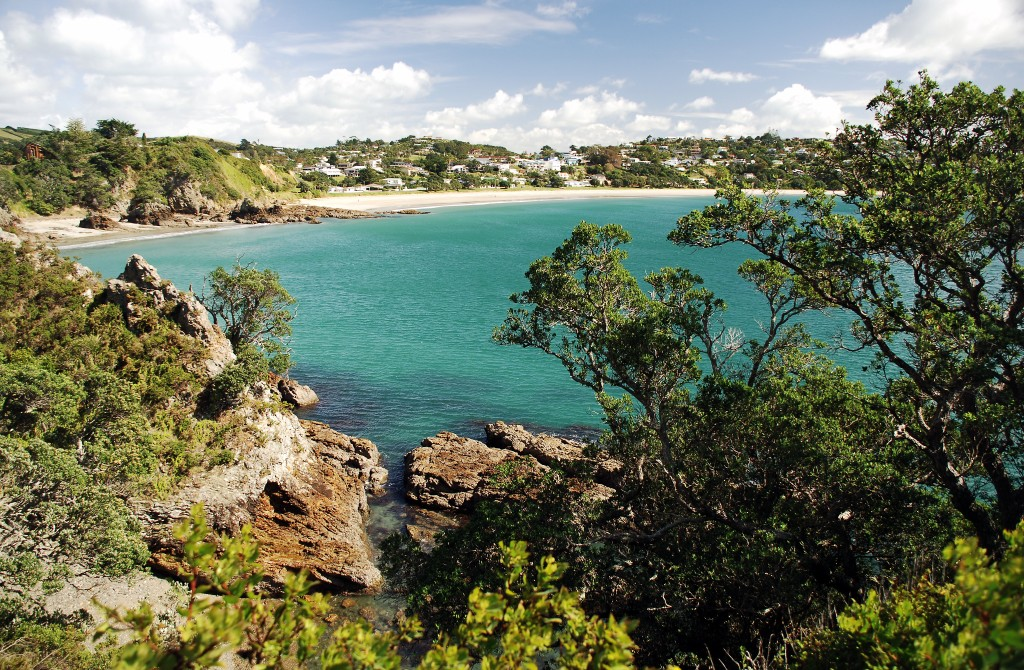
Бухта Онероа.

Остров Уаихеке расположен в заливе Хаураки, примерно в 18 км от новозеландского города Окленд. Площадь острова составляет 92 км², что делает его вторым по величине (после Грейт-Барриера) островом залива. Длина — 26 км, ширина — 19 км.
Поверхность Уаихеке холмистая. Высшая точка, гора Маунгануи, достигает 231 м и расположена в южной части острова. Побережье преимущественно обрывистое, с высокими утёсами. На северном побережье Уаихеке расположено несколько длинных песчаных пляжей и крутых обрывов. Южный берег сильно изрезан заливами, с обширными ваттами и болотами.
С точки зрения геологии, основными горными породами, лежащими в основе острова, являются затвердевший граувакка-песчаник и аргиллит пермско-триасово периода. Сам же Уаихеке, предположительно, образовался в начале миоцена.
Флора и фауна острова разнообразны. В южной части Уаихеке расположен региональный парк Факанефа, известный своими прибрежными лесами, в которых произрастают тараире, кохекохе и канука. В обширных водно-болотных угодьях встречаются многочисленные птицы, в том числе выпи, полосатые пастушки, маорийские зуйки.
В юго-восточной части Уаихеке расположен морской заповедник Те-Матуку, который включает в себя одноимённую бухту, а также часть пролива Уаихеке. Ценность заповедника заключается в большом разнообразия сред обитания: морские водно-болотные угодья, прибрежные районы, низменные островки, отмели и глубоководные участки в проливе Уаихеке.

## История

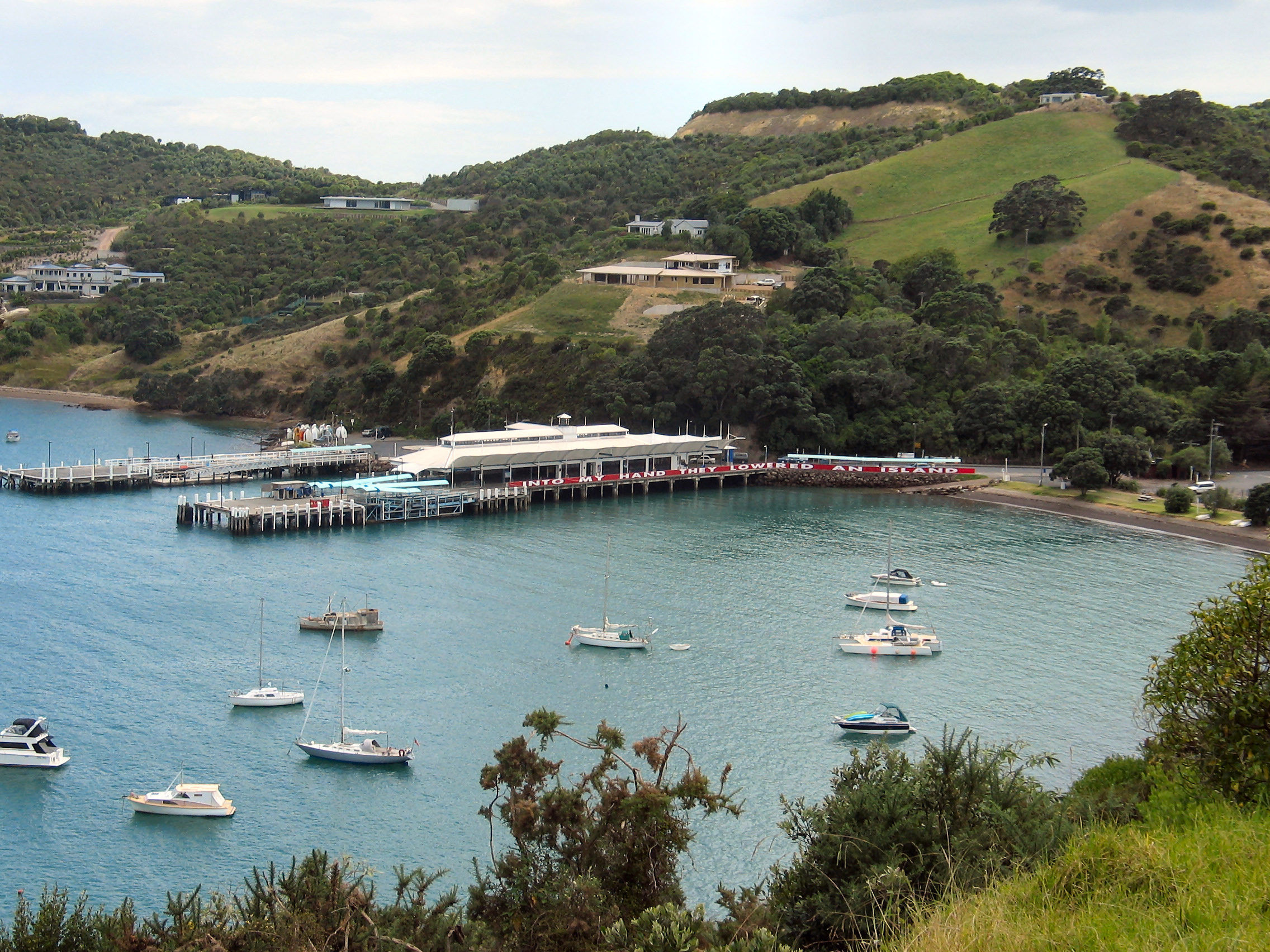
Паромный терминал на острове.

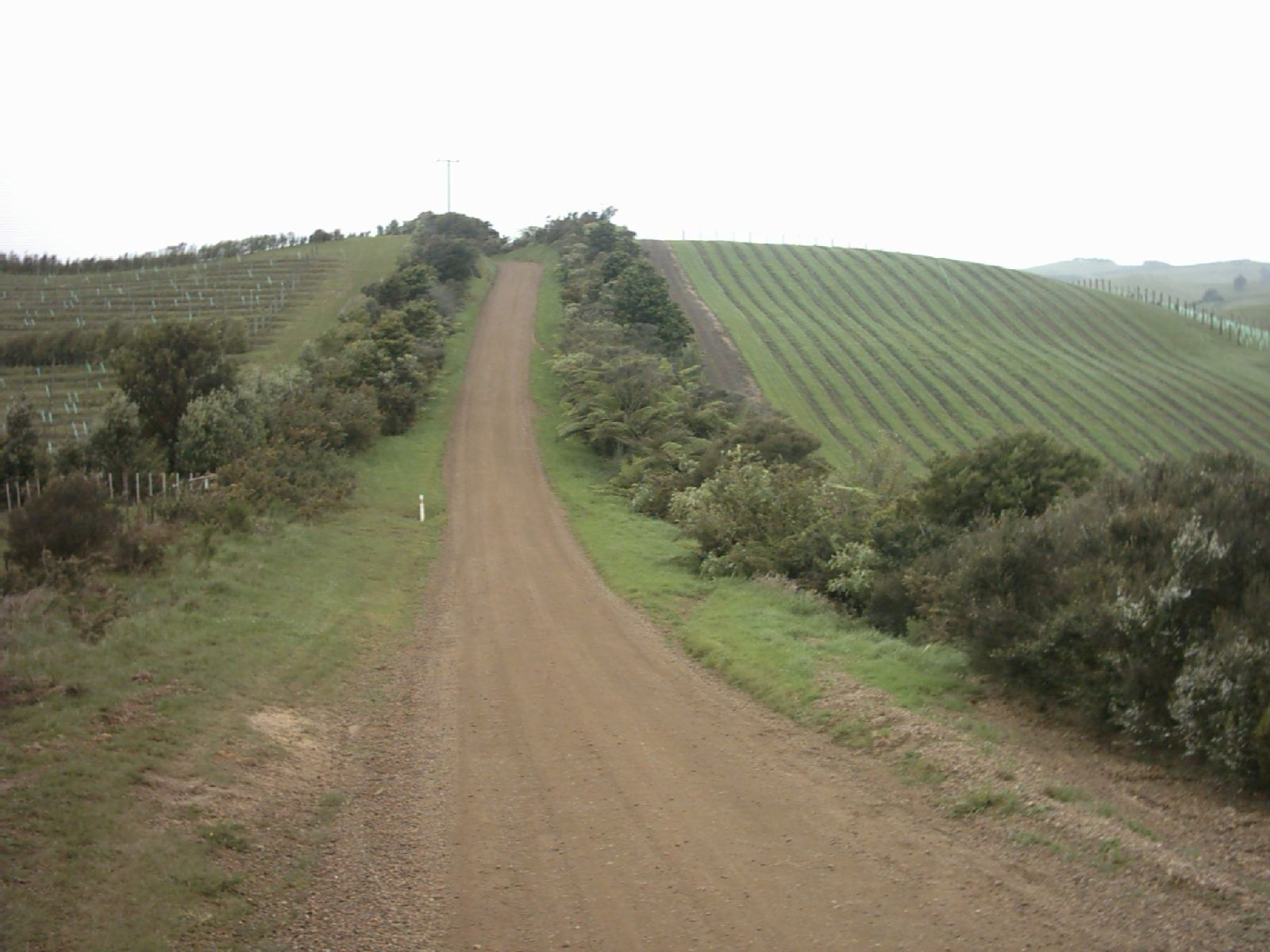
Виноградники острова.

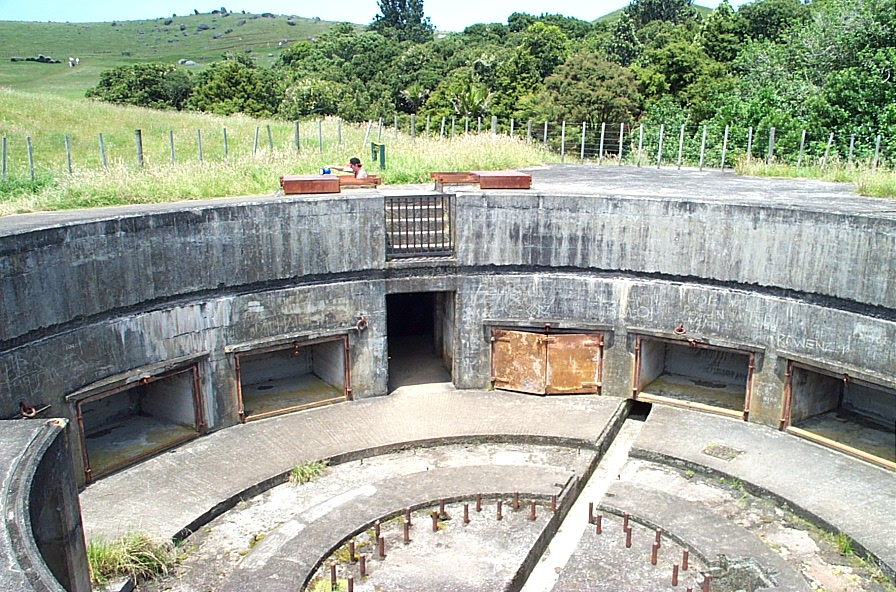
Один из артиллерийских окопов на Уаихеке.

Коренными жителями острова являются представители новозеландского народа маори, а именно племени те-ури-карака (маори Te Uri Karaka), которые изначально вели полукочевой образ, занимаясь рыболовством, однако постепенно перешли к оседлому образу жизни и к развитию сельского хозяйства. Многочисленные археологические находки, в том числе фортификационные сооружения, или па, свидетельствуют о том, что заселение острова те-ури-карака произошло около 1000 лет назад. Вскоре после этого события у Уаихеке причалило каноэ полинезийского путешественника Тои, помощники которого были убиты те-ури-карака во время торжественного пира в их честь. За это событие Тои отомстил местным жителям, захватив контроль над островом. Примерно в это же время остров стал впервые называться Те Моту-араи-роа (англ. Te Motu-arai-roa; в переводе с языка маори — «длинный остров-убежище»).
Примерно в XIV веке Уаихеке был захвачен племенем нгати-хуарере с полуострова Коромандел. В XVIII веке на нём поселились представители племени нгати-паоа, ставшего доминирующим иви на острове. Уже к XIX веку численность населения Уахеке составляла около 1000 человек. Тем не менее в 1821 году, в связи с угрозой со стороны вождя племени нгапухи, большая часть населения острова бежала, вернувшись только после разрешения конфликта. К 1830 году численность населения составляла около 500 человек.
Первые европейцы вступили на остров в 1801 году, когда экипажем корабля «The Royal Admiral» была составлена карта северного побережья. Примерно в это же время остров стал известен под названием Уаихеке, которое переводится с языка маори как «каскадные воды». В начале XIX века на нём стали появляться первые европейские колонизаторы, прежде всего занимавшиеся вырубкой ценных пород деревьев, которые присутствовали на острове (в основном каури). Тем не менее уже к середине века из-за практически полного истребления лесного покрова вырубка была прекращена. В 1838 году Томасом Максвеллом была выкуплена восточная часть Уаихеке, и уже к 1845 году численность европейского населения достигла 45 человек. В последующие годы большая часть населения селилась на восточном побережье, ставшим популярным местом отдыха для жителей Темса и Окленда. В западной же части селились преимущественно маори, а также европейские фермеры. В конце XIX века на острове также велись разработки марганцевой руды.
В годы Второй мировой войны Уаихеке входил в системы прибрежной обороны города Окленд. Были построены бетонные артиллерийские окопы, а также система лабиринтов в восточной части острова, получившая название «Stony Batter».
К концу войны численность населения Уаихеке составляла всего 835 человек. Единственными органами местного самоуправления к тому времени оставались Управления шоссейных дорог, учреждённые ещё в 1921 году. В 1947 году Городской совет Окленда выступил с инициативой включения острова в состав города, однако местные жители тогда выступили против. Тем не менее развитие инфраструктуры на Уаихеке, несмотря на его изолированность, продолжалось: в 1947 году появился первый банк и местная газета, в 1948 году — паромное сообщение с Оклендом, в 1949 году — телефонное сообщение. Уже к 1955 году численность населения острова достигла 2144 человек, а в 1970 году появилось Окружной совет Уаихеке, который обеспечил жителям в полном смысле слова местное самоуправление. Однако в 1989 году совет был объединён с Городским советом Окленда, что в некоторой степени повысило популярность острова среди жителей крупнейшего города Новой Зеландии и привело к значительному увеличению численности населения. Одновременно был дан сильный толчок развитию местного туризма, а также виноделия (первый виноградник на Уаихеке появился в 1977 году).
В настоящее время остров является крупным курортом и любимым местом отдыха для жителей Окленда.

## Население
С населением в 7 689 человек, согласно переписи 2006 года, Уаихеке является самым населённым островом залива Хаураки и третьим по численности населения островом Новой Зеландии после островов Северный и Южный. Основную часть населения, или 82 %, составляют европейцы; доля маори — 12,3 %. Крупнейший населённый пункт — Онероа.